# Starcrossed
Ne doit pas être confondu avec Star-Crossed.
Pour plus de détails, voir Fiche technique et Distribution.
Starcrossed est un court-métrage dramatique américain écrit et réalisé par James Burkhammer en 2005, mettant en scène J.B. Ghuman Jr., Marshall Allman et John Wesley Shipp dans le rôle du père de ces deux premiers qui découvrent une attraction sexuelle l'un envers l'autre malgré le tabou de l'inceste.

## Synopsis
L'histoire d'amour impossible de deux jeunes frères avant d'envisager tous les deux le suicide.

## Fiche technique
- Musique : Radio Sloan
- Photographie : Kelly Evans
- Montage : Phyllis Housen et Joan Sobel
- Production : Andrea Sperling, Chris Stinson et Lisa Thrasher
- Société de distribution : Power Up Films
- Format : Couleur - 35mm - 1,85:1 - Dolby Digital
- Langue : anglais

## Distribution
- J.B. Ghuman Jr. : Darren
- Marshall Allman : Connor
- John Wesley Shipp : Lane, le père
- Simon Ragaine : Darren, enfant
- Derek Sean Lara : Connor, enfant
- Darcy DeMoss : la mère
- Gina Rodgers : Amanda
- Torrey DeVitto : Maura
- Victor Bevine : Coach du Football
- Colette Divine : le propriétaire du motel
- Steven Guy : le policier

## Production

### Lieu de tournage
Le tournage a eu lieu à Los Angeles.

## Distinctions
Le réalisateur James Burkhammer a été nommé pour le Premier prix du Meilleur film Dramatique au PlanetOut Short Movie Awards en 2005, mais le directeur du casting Matthew Lessall a eu le Prix du meilleur casting pour court-métrage au Casting Society of America en 2006.